# Alejandro de Pinedo
Alejandro Gil Pinedo, conocido artísticamente como Alejandro De Pinedo (Cádiz, 1965) es un Músico, Compositor, Autor, Productor discográfico y artista Chill Out Español. Su música es escuchada en más de 200 países y ha participado en más de 250 las producciones discográficas a lo largo de su trayectoria.
Acumula hasta el momento 31 discos de oro y platino, y sus obras suman millones de reproducciones en plataformas digitales a nivel global. Como compositor, productor y arreglista, ha firmado numerosos éxitos en estilos tan diversos como el Pop, el EDM, ó el Chill-Out. Ha trabajado con reconicidos artistas como Enrique Iglesias, Raphael, Rosa López, Daniel Diges, Cristina Ramos, Georgie Dann, Pitingo, Café del Mar, Olé-Olé, Vicky Larraz, Soraya Arnelas, Maria Villalón, Lorena Gómez, Paloma San Basilio, Falete, Enrique Ramil, La Década Prodigiosa, Raúl y El Fary Entre otros. 
En 1995 funda el sello discográfico y editorial musical AGP MUSIC. En 2004 empezó su carrera como artista Chill Out, consolidándose como una figura respetada en este género a nivel internacional.
Desde 2024 ejerce como director musical en Bulldog TV, productora del programa Bailando con las Estrellas, emitido por Tele5.
Nacido en Cádiz, creció en Jerez de la Frontera, donde durante su adolescencia fue guitarrista del grupo de rock progresivo Triunvirato. Posteriormente se trasladó a Madrid, donde se graduó como Ingeniero de Telecomunicación

## Discografía como Artista Chill-Out
- Sun (2025, AGP Music)
- Paradise On Earth (2024, AGP Music)
- The Seven Deadly Sins (2021, AGP Music)
- Zodiac (2020, AGP Music)
- Chill-Out Songs (2017, AGP Music)
- Mystic Ibiza (2014, AGP Music)
- Andalucía Flamenco Chill, vol. 2 (2013, Publimáster Discos)
- Beatlounge ChillOut Lifestyle (2012, Beatlounge Music)
- Alejandro de Pinedo - Bailando con la luna (2012, República Café)
- Andalucía Flamenco Chill, vol. 1 (2012, Publimáster Discos)
- Café del Mar vol. 17 (2011, Café del Mar Music)
- Café del Mar 30 Years of Music (2010, Café del Mar Music)
- Collection, The Bests Songs of Ibiza's Sunset  (2010, República Café - Coco Entertainment Records)
- Cafe del 30 Anniversary (2010, República Café - Coco Entertainment Records)
- Jerez Flamenco Chill, vol. 1 (2010, 12doce Discos)
- Café del Mar vol. 16 (2009, Café del Mar Music)
- Diamond and Pearls Lounge (2008, Tyranno Lounge Records)
- Café del Mar vol. 15 (2008, Café del Mar Music)
- Café del Mar Vol 14 (2007, Café del Mar Music)
- Café del Mar Vol 13 (2006, Café del Mar Music)
- Café del Mar Dreams 4 (2006, Café del Mar Music)
- Café del Mar Vol 12 (2005, Café del Mar Music)
- Café del Mar 25 Anniversary (2004, Café del Mar Music)

## Premios y logros
- Nominado a los Premios de la Música 2006, Mejor tema de Música electrónica, por la canción AQUARIUS (Café del Mar Music)
- Premio Nacional de Radio 2011, Mejor Campaña Publicitaria 2011: “EL Veranito”, con el artista Georgie Dann
- Ganador del Festival del XXXIV Festival de Benidorm 2001, como autor de la canción MI RAZON DE VIVIR que interpretó Carlos Fénix[3]
- Ganador en la selección española del Festival de Eurovision 2010, como Productor y Arreglista de la canción "Algo pequeñito" Interpretada por Daniel Diges[4]
- Séxtuple Disco de Platino por su participación en el recopilatorio promocional alemán Saunsand, Jil Sander (Café del Mar Music, 2007)
- Triple Disco de Platino por su participación en el recopilatorio CAFE DEL MAR, VOLUMEN 12 (Café del Mar Music, 2005)
- Triple Disco de Platino por su participación en el disco recopilatorio IBIZA MIX 96 (Max Music, 1996)
- Doble Disco de Platino por su participación en el recopilatorio CAFE DEL MAR, VOLUMEN 13 (Café del Mar Music, 2006)
- Doble Disco de Platino por su participación en el recopilatorio CAFE DEL MAR, 25 ANIVERSARIO (Café del Mar Music, 2005)
- Disco de Platino por su participación en el recopilatorio CAFE DEL MAR VOLUMEN 15 (Cafe del Mar Music, 2008)
- Disco de Platino por su participación en el recopilatorio CAFE DEL MAR VOLUMEN 14 (Cafe del Mar Music, 2007)
- Disco de Platino por su participación en el recopilatorio CARIBE MIX 2005&euro (Blanco y Negro Music, 2005)
- Disco de Platino por su participación en el disco recopilatorio IBIZA MIX 99 (Blanco y Negro, 1999)
- Disco de Platino por su participación en el recopilatorio DISCO ESTRELLA (Vale Music, 1998)
- Disco de Platino por su labor de Masterización del álbum LOS 100 MAYORES EXITOS DE LOS 80, Vol2 (Arcade, 1998)
- Disco de Platino por su labor de Masterización del álbum LOS 100 MAYORES EXITOS DE LOS 80, Vol1 (Arcade, 1997)
- Disco de Oro por el álbum "CHILL OUT SONGS" más de 8 millones de tocadas (AGP Music, 2017)
- Disco de Oro por su participación en el recopilatorio CAFE DEL MAR, DREAMS 4 (Café del Mar Music, 2006)
- Disco de Oro por su labor de Masterización del álbum GENERATION NEXT MUSIC (Arcade, 1998)
- Disco de Oro por su participación en el recopilatorio CALENTITO CALENTITO (Ginger Music, 1997)
- Disco de Oro por su labor de Masterización del álbum LOS 100 MAYORES EXITOS DE LA MUSICA DISCO (Arcade, 1996)
- Disco de Oro por su participación en el recopilatorio RUMBA TOTAL 3 (Max Music, 1996)
- Disco de Oro por su participación en el recopilatorio BOMBAZO MIX 2 (Max Music, 1996)
- Número 1 España lista oficial Promusicae por su participación en el recopilatorio OT 2018 EUROVISION (Universal Music Spain, 2019)
- Número 1 España i-Tunes España por su participación en el disco ROSA LOPEZ (Universal Music Spain, 2012)
- Finalista en la selección de San Marino del Festival de Eurovisión 2022 en el programa "Una Voce per San Marino", Gala "Eurovisión", como autor de la canción “Heartless Game” que interpretó Cristina Ramos
- Finalista en la selección española del Festival de Eurovisión 2019 en el programa "Operación Triunfo", Gala "Eurovisión", como autor de la canción “HOY SOÑARÉ” que interpretó Sabela Ramil
- Finalista en la selección española del Festival de Eurovisión 2011 en el programa "Destino Eurovisión", como autor de la canción “EOS” que interpretó Melissa[5]
- Finalista en la selección española del Festival de Eurovisión 2010 en el programa "Destino Oslo", como autor de la canción “AMOR MAGICO” que interpretó Lorena Gómez[6]
- Finalista en la selección española del Festival de Eurovisión 2009 en el programa "Eurovisión 2009: El retorno", como autor de la canción “LUJURIA” que interpretó Salva Ortega
- Finalista en la selección española del Festival de Eurovisión 2008 en el programa "Salvemos Eurovisión", como autor de la canción “UN OLÉ” que interpretó Arkaitz[7]
- Finalista en la selección española del Festival de Eurovisión 2007 en el programa "Misión Eurovisión", como autor de la canción “BUSCO UN HOMBRE”[8]
- Finalista en la selección española del Festival de Eurovisión 2005, por la canción “SANTO JOB” que interpretó Gema Castaño
- Ganador del concurso internacional “Premio Estrella Music Award” 2009 como productor y arreglista de la canción “Mi única Forma de Amar” que interpretó el cantante Español Jadel
- Tabaiba de Oro en el 6.ª edición del Festival de la canción de las Islas Canarias 2007 al mejor tema original pop-latino por la canción “Abrázame” interpretada por el artista Jonathan

## Producciones Discográficas y TV
- Director Musical Bailando con las estrellas (Tele5, 2024) Spanish version of Strictly Come Dancing and Dancing with the Stars
- Raúl - Me Muero Por Tus Besos (2024, AGP Music)
- Chalay - Reproches (2024, AGP Music)
- Raúl & Supremme de Luxe - Divinamente (2023, AGP Music)
- Ferrán Faba - Cita en el Metaverso (2023, AGP Music)
- Vicky Larraz & Ole'Star - Quiéreme Siempre (2022, AGP Music)
- Raúl - Aunque me Duela (2022, AGP Music)
- David Velardo - Eos (2022, AGP Music)
- Vicky Larraz & Ole'Star - Planeta 5000 (2022, AGP Music)
- Cristina Ramos - Heartless Game (2022, AGP Music)
- Vicky Larraz & Ole'Star - Que ha Pasado Entre Tu y Yo (2022, AGP Music)
- Triunvirato (2021, AGP Music)
- Raúl - Perdona Que Te Diga (2022, AGP Music)
- David Velardo - Sin Piedad (2021, AGP Music)
- Tanke Ruiz - Intimo (2021, AGP Music)
- Lydia Ruiz & Stephanie Amaro - Ay, Amiga (2021, AGP Music)
- Triunvirato (2021, AGP Music)
- Vicky Larraz & Ole'Star - Me lo he Quedao (2021, AGP Music)
- Cristina Ramos feat Soraya - La Isla Fantástica (2021, AGP Music)
- Cristina Ramos - Superstar (2021, Cristina Ramos)
- Enrike Lemus - Vi Llover (2020, AGP Music)
- Vicky Larraz & Ole'Star - A Fuego Lento (2020, Tele5)
- Vicky Larraz & Ole'Star - Imaginando (2020, AGP Music)
- Sentimiento - Báilalo (2020, AGP Music)
- Sueños de Copla - El Lerele (2019, AGP Music)
- Vicky Larraz & Ole'Star - Lilí Bailando Sola (2019, AGP Music)
- Vicky Larraz & Ole'Star - Mil Controles (2019, AGP Music)
- Vicky Larraz & Ole'Star - Soldados del Amor (2019, AGP Music)
- Vicky Larraz & Ole'Star - No Controles (2019, AGP Music)
- Ole'Star - Seré Luz (2019, AGP Music)
- Ole'Star - Dress You Up (2019, AGP Music)
- Ole'Star - Sólo Promesas (2019, AGP Music)
- Operación Triunfo 2018 Eurovisión - Hoy Soñaré, Sabela (2019, Universal Music Spain)
- Camerino 401 - Lo Digo (2019, AGP Music)
- Ole'Star - Regala (2018, AGP Music)
- Camerino 401 - Por Ti (2018, AGP Music)
- Mael - Wild Eyes (2018, AGP Music)
- Ole Ole - Hoy Quiero Confesar (2018, AGP Music)
- Camerino 401 - Hasta que Salga el Sol (2018, AGP Music)
- La Década Prodigiosa - Enjoy la Fiesta (2018, AGP Music)
- Mael - Telephone (2017, AGP Music)
- Karla Girigay - Te Veo (2017, AGP Music)
- Georgie Dann - Que Viva el Vino (2017, AGP Music)
- Chus Cintas - Chus Cintas (2017, AGP Music)
- Greg - Rainbow (2017, AGP Music)
- Olé Olé - 2.0 (2017, AGP Music)
- Fran Triguero - Fran Triguero (2017, AGP Music)
- Padro Bautista - Mi Delaración (2017, AGP Music)
- Kiko Barriuso - Kiko Barriuso (2017, AGP Music)
- Olé-Olé - En Control (2117, Ramalama Music)
- Alejandro de Pinedo - ChillOut Songs (2017, AGP Music)
- Olé-Olé - Sin Control (2016, Ramalama Music)[9][10]
- Maria Sanz - Celosa (2016, AGP Music)
- Maria Sanz - Plan B (2016, AGP Music)
- Gaby Rope - Palabras al Viento (2016, AGP Music)
- Kafé pa 3 - Kilómetros de Sueños (2016, Lets Events)
- Pedro Bautista - A Tiempo (2016, AGP Music)
- E-Twins - Trastornado (2016, AGP Music)
- Move Team - Move Team (2016, AGP Music)
- David Velardo - Si Tu no Estás Aquí (2015, AGP Music)
- Pepa Chamberí - Cruzar el Charco (2015, AGP Music)
- Caramelo - Un Nuevo Rumbo (2015, AGP Music)
- Chaíto y Palosanto - Basta Ya (2015, AGP Music)
- Karla Girigay - Vuelve a Empezar (2015, AGP Music)
- Alejandro de Pinedo - Mystic Ibiza (2014, AGP Music)
- Kafé pa 3 - Ohú Que Caló (2014, AGP Music)
- Aljandro Udó - Mil Veces Te Quiero (2014, AGP Music)
- Roberto y Ana - El Súper Disco Chino (2014, Warner Music)[11]
- Georgie Dann - La Cerveza (2013, Poney Musical)[12]
- Kafé pa 3 - Kafeteando (2013, AGP Music)
- Daniel Diges - Hoy Tengo Ganas de Ti (2013, Warner Music)
- Alejandro de Pinedo - Hotel Utopía - Andalucía Flamenco Chill Vol 2 (2013, Publimáster)
- José Vaquero - Come Back to Me (2013, AGP Music)
- Salva Ortega - Solos Tu y Yo (2012, mcyd)
- Alejandro de Pinedo - Gemini - Beatlounge ChillOut Lifestyle (2012, Beatlounge Music)
- Rosa López - Rosa López (2012, Universal Music Spain)[13]
- Daniel Diges - Dónde Estabas tu en los 70's (2012, Warner Music)[14]
- Alejandro de Pinedo - Bailando con la Luna (2012, República Café)
- Miguel Saeda - Mifuel Saeda (2012, AGP Music)
- Voodoo - Around The World (2011, Voodoo Music)
- Spinosa - Numen (2011, Spinosa)
- Alejandro de Pinedo - Raindrops - Café del Mar Vol 17 - (2011, Café del Mar Music)
- Melissa - Eos (2011, AGP Music)
- María López - Eos (2011, AGP Music)[15]
- La Dama y los Vagabundos - Lo Que Cuentan en los Bares (2011, Laloli Records)
- Alejandro de Pinedo - Sex on The Beach - Beachland (2011, Blanco y Negro Music)
- Georgie Dann - El Veranito (2011, Poney Musical)[16]
- Daniel Diges - Algo Pequeñito (2010, Warner Music)[17]
- AGP Band - Bailando con la Luna - Café del Mar 30 Years of Music (2010 Café del Mar Music)
- Alejandro de Pinedo - Sax 4 Sex - The Best Songs of Ibiza's Sunset (2010 República Café)
- Alejandro de Pinedo - Capricorn - The Best Songs of Ibiza's Sunset (2010 República Café)
- Alejandro de Pinedo - Golden Sunset - Café del 30 Anniversary - (2010 República Café)
- Oberón - Imsomnio de una Noche de Verano - (2010, Bobamusic)
- Alejandro de Pinedo - Floating Dance - Jerez Flamenco Chill (2010, Doce12 Compañía Musical)
- Manuel de Segura - Su Majestad la Copla (2010 AGP Music)
- Samuel & Patricia - Don't let me go (2010, Samuel y Patricia)
- Alfredo Leonardo - Ahora Si (2010, Alfredo Leonardo Music)
- Daniel Diges - Algo Pequeñito - Eurovisión Song Contest Oslo (2010, CMC/EMI)
- Alejandro de Pinedo - Hotel Utopía - Café del Mar Vol 16 (2009, Café del Mar Music)
- Gabriela Ayala - Libertad de Corazón (2009, World Magic Record Music)
- Arcano - Rompiendo Cadenas (2009, Fco Javier Alonso Torres Music)
- La Red de San Luis - Madre Tierra (2009, El Séptimo Sello)
- Shivaritas - Madre Tierra (2009, Shivaritas)
- Salva Ortega - Lujuria - Barca Triplet (2009, Avispa Music)
- Castilla-La Mancha Busca una estrella (2009, TVCLM)
- Madrid Superstar (2008, TeleMadrid)
- Alfredo Leonardo - Ya Vengo (2008, Alfredo Leonardo)
- Alejandro de Pinedo - Sax 4 Sex - Café del Mar Vol 15 (2008, Café del Mar Music)
- Arkaitz - Un Olé - Salvemos Eurovisión (2008, Universal Music)
- Icaro Caído - Icaro Caído (2008, Manuel Martínez Frutos)
- Flax - Sólo (2008, Flax Discos, Lolipop)
- La Red de San Luis - Romántico Latino (2008, El Séptimo Sello)
- Oberón - Meridiano Cero (2008, Bobamusic)
- Lolo Herrero - Secretos de mi Jardín Prohibido (2008, Bobamusic)
- Alejandro de Pinedo - Gemini - Diamonds & Pearls (2008, Tyranno Lounge Records)
- Alejandro de Pinedo - Wonderland - Café del Mar Vol 14 (2007, Café del Mar Music)
- D'Nash - Busco una Chica (2007, Record Caes)
- Alejandro de Pinedo - Cancer - Sun Sand Jil Sander (2007, Café del Mar Music)
- Georgie Dann - El Rey del Verano (2007, Poney Musical)
- Alejandro de Pinedo - Cancer - Café del Mar Vol 14 (2006, Café del Mar Music)
- Tenesoya - Perdamos el Control - Caribe Mix 2006 (2006, Blanco & Negro)
- Alejandro de Pinedo - Capricorn - Café del Mar Vol 13 (2006, Café del Mar Music)
- Alejandro de Pinedo - Aquarius - Café del Mar Vol 12 (2005, Café del Mar Music)
- Tenesoya - Bienvenidos a mi Fiesta - Caribe Mix 2005 (2005, Blanco y Negro Music)
- Alejandro de Pinedo - Sex on the Beach - Café del Mar 25 Anniversary (2005, Café del Mar Music)
- Georgie Dann - De Vuelta  (2004, Filmax)
- Álvaro Prado - Maldito (2004, Vale Music)
- Alea - Trece (2004, Alea Music)
- Salao - Salao (2003, Avispa Music)
- Georgie Dann - Vamos a la Pista (2003, Filmax)
- Manuel de Segura - Alegrías de España (2003, AGP Music)
- Georgie Dann - Vamos a la Pista - Disco Sorpresa (2003, Filmax)
- Coral - Coral (2002, Sony Music)
- Solo2 - Esclavos del Amor (2002, Muxxic)
- Georgie Dann - Grandes Éxitos (2002, Sony Music)
- Carlos Fénix - Fénix (2001, EMI)
- Juan Valdés & Co. - La Quiniela (2000, Arcade Music)
- Juan Valdés & Co. - El Baile del Marciano - Ibiza Mix 99 (1999, Blanco & Negro)
- Juan Valdés & Co. - El Sucu-Sucu - Calentito, Calentito 2 (1997, Ginger Music)
- Los Pepe's - Como Una Moto Voy - Bombazo Mix 2 (1996, Vale Music)
- Los Pepe's - Como Una Moto Voy - Rumba Total 3 (1996, Vale Music)
- Los Pepe's - Los Pepe's (1996, Vale Music)
- Los Pepe´s - Como Una Moto Voy - Ibiza Mix 96 (1996, Vale Music)